# النهضة (الكويت)

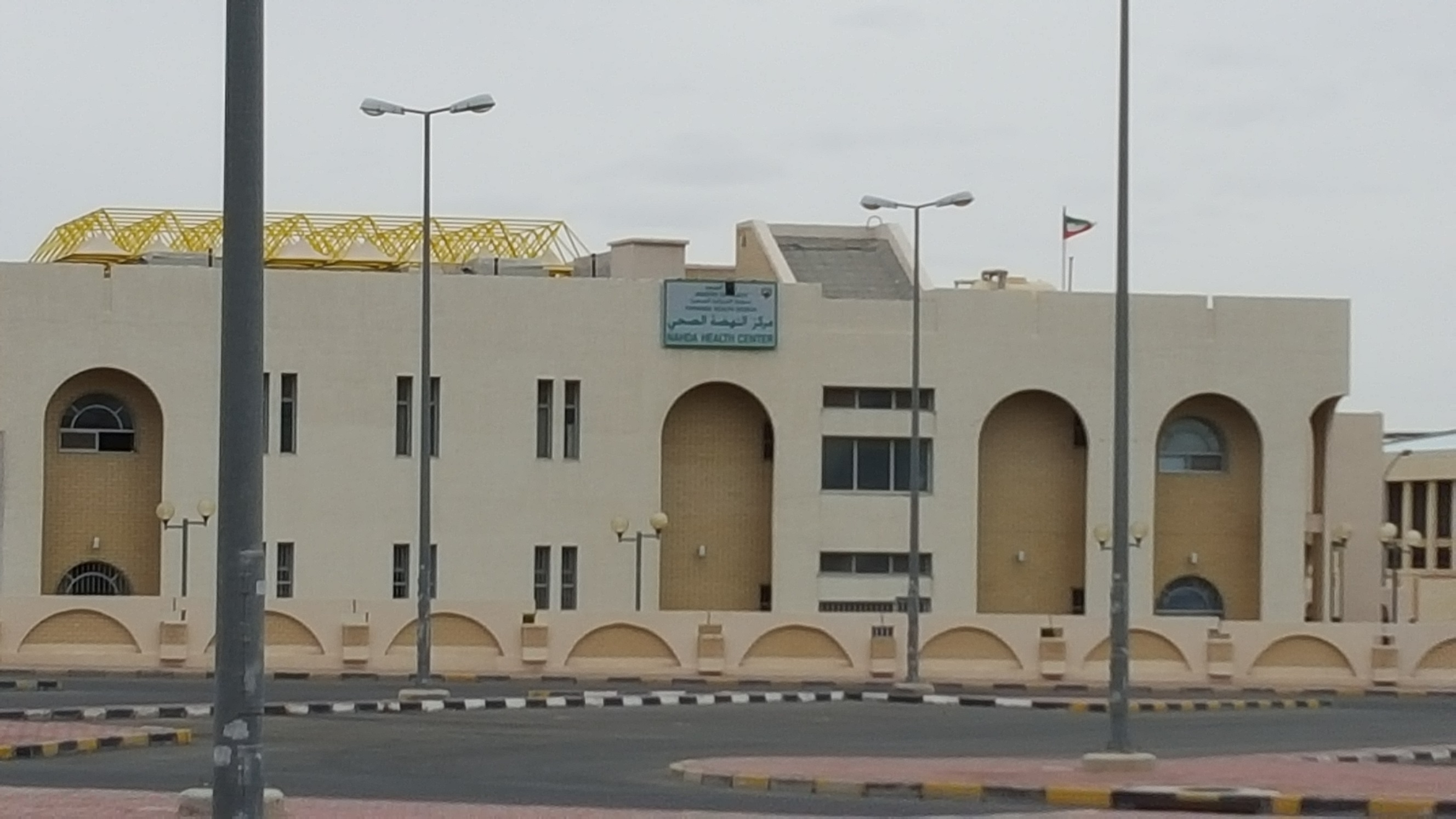
المركز الصحي لمنطقة النهضة

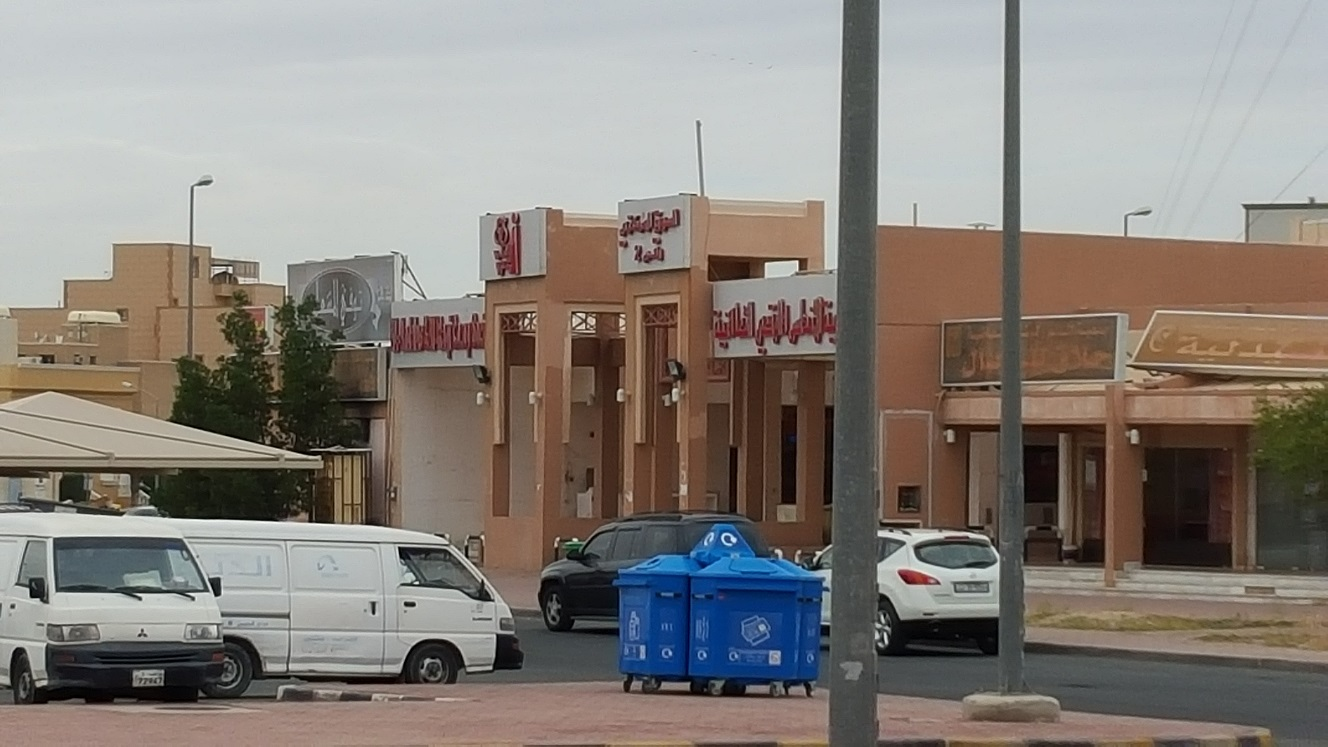
الجمعية التعاونية لمنطقة النهضة

النهضة، منطقة من مناطق محافظة العاصمة في الكويت. سميت بهذا الاسم نسبه لنهضة الكويت الثقافية والعمرانية في السبعينات. و تقع غرب مدينة الكويت العاصمة، حيث تبعد عنها بـ 15 كيلو فقط وتبلغ مساحتها 76 هكتارا. وهذه التسمية سميت مؤخراً، بعد أن كان اسمها في السابق شرق الصليبيخات، وكانت تشتهر في السابق بمكان للتعليم قيادة السيارات. وتنقسم المنطقة إلى ثلاثة قطع ( قطعة 1 - قطعة 2 - قطعة 3 ) وتتكون من 663 مبنى سكني خاص و 12 مبنى حكومى عام.